# Eleutherodactylus rivularis
Eleutherodactylus rivularis là một loài ếch trong họ Leptodactylidae. Chúng là loài đặc hữu của Cuba.
Môi trường sống tự nhiên của nó là các khu rừng đất thấp ẩm nhiệt đới hoặc cận nhiệt đới và sông. Loài này đang bị đe dọa do mất môi trường sống.